# Каменьчице (Малопольское воеводство)
Каменьчи́це (пол. Kamieńczyce) — деревня в Польше в сельской гмине Мехув Мехувского повята Малопольского воеводства.
Деревня располагается в 4 км от административного центра повята города Мехув и в 3 км от административного центра воеводства города Краков. Через деревню протекают реки Шренява и Голчанка.
Население 80 человек (2006 год).
В 1975—1998 годах входила в состав Келецкого воеводства, административным центром которого являлся город Кельце (деревня находилась на территориях находящихся рядом с территориями административно подчинённых Кракову). С 1999 входит в Малопольское воеводство (столица Краков).